# Голяма награда на Швейцария
Голяма награда на Швейцария е автомобилно състезание, провеждано в Швейцария.
Първото Гран При се състои през 1934 г. на писта Бремгартен, разположена край град Бремгартен, в близост до град Берн. Швейцарската Голяма награда е част от Европейския Гран При шампионат от 1935 до 1939 година. Състезанието е сред кръговете в новосформирания световен шампионат на „Формула 1“ през 1950 г., като остава във „Формула 1“ до 1954 година.
Впоследствие има шанс да се завърне отново в календара, но през 1958 г. правителството на Швейцария гласува забрана за провеждане на автомобилни състезания на територията на страната поради опасността на автомобилните спортове. Тази мярка е продиктувана от смъртта на 80 души през 1955 г. на състезанието „24-те часа на Льо Ман“ поради катастрофа.
Швейцарската Голяма награда се завръща през 1975 г., но като нешампионатен кръг от „Формула 1“, като се провежда извън Швейцария – на пистата Дижон-Преноа във Франция. Следващата, и последна, швейцарска Гран При е кръг от „Формула 1“ през 1982 г. и се провежда отново на Дижон-Преноа.
На 6 юни 2007 година швейцарският парламент гласува за вдигане на забраната на автомобилни състезания в Швейцария – 97 гласа „за“ и 77 „против“. Решението обаче впоследствие не е ратифицирано от Конфедерацията на Съвета на членките (Сената) и забраната е много малко вероятно да бъде премахната.

## Победители
Състезанията, които не са част от Формула 1 са отбелязани в розово.
В жълто са отбелязани състезанията, които са част от предивоенния Европейски Гран При шампионат.
| Година      | Пилот              | Конструктор    | Писта          | Статистика     |
| ----------- | ------------------ | -------------- | -------------- | -------------- |
| 1982        | Кеке Розберг       | Уилямс-Форд    | Дижон-Преноа   | Статистика     |
| 1981 - 1976 | Не се провежда     | Не се провежда | Не се провежда | Не се провежда |
| 1975        | Клей Регацони      | Ферари         | Дижон-Преноа   | Статистика     |
| 1974 - 1955 | Не се провежда     | Не се провежда | Не се провежда | Не се провежда |
| 1954        | Хуан Мануел Фанджо | Мерцедес       | Бремгартен     | Статистика     |
| 1953        | Алберто Аскари     | Ферари         | Бремгартен     | Статистика     |
| 1952        | Пиеро Таруфи       | Ферари         | Бремгартен     | Статистика     |
| 1951        | Хуан Мануел Фанджо | Алфа Ромео     | Бремгартен     | Статистика     |
| 1950        | Джузепе Фарина     | Алфа Ромео     | Бремгартен     | Статистика     |
| 1949        | Алберто Аскари     | Ферари         | Бремгартен     | Статистика     |
| 1948        | Карло Феличе Троси | Алфа Ромео     | Бремгартен     | Статистика     |
| 1947        | Жан-Пиер Вимил     | Алфа Ромео     | Бремгартен     | Статистика     |
| 1946 - 1940 | Не се провежда     | Не се провежда | Не се провежда | Не се провежда |
| 1939        | Херман Ланг        | Мерцедес-Бенц  | Бремгартен     | Статистика     |
| 1938        | Рудолф Карачиола   | Мерцедес-Бенц  | Бремгартен     | Статистика     |
| 1937        | Рудолф Карачиола   | Мерцедес-Бенц  | Бремгартен     | Статистика     |
| 1936        | Бернд Роземайер    | Ауто Юнион     | Бремгартен     | Статистика     |
| 1935        | Рудолф Карачиола   | Мерцедес-Бенц  | Бремгартен     | Статистика     |
| 1934        | Ханс Стук          | Ауто Юнион     | Бремгартен     | Статистика     |

## Победи-статистика

### Пилоти
| Победи | Пилот              | Постигнати       |
| ------ | ------------------ | ---------------- |
| 3      | Рудолф Карачиола   | 1935, 1937, 1938 |
| 2      | Хуан Мануел Фанджо | 1951, 1954       |
| 2      | Алберто Аскари     | 1949, 1953       |

### Конструктори
| Победи | Конструктор | Постигнати                   |
| ------ | ----------- | ---------------------------- |
| 5      | Мерцедес    | 1935, 1937, 1938, 1939, 1954 |
| 4      | Алфа Ромео  | 1947, 1948, 1950, 1951       |
| 4      | Ферари      | 1949, 1952, 1953, 1975       |
| 2      | Ауто Юнион  | 1934, 1936                   |

### Двигатели
| Победи | Двигател   | Постигнати                   |
| ------ | ---------- | ---------------------------- |
| 5      | Мерцедес   | 1935, 1937, 1938, 1939, 1954 |
| 4      | Алфа Ромео | 1947, 1948, 1950, 1951       |
| 4      | Ферари     | 1949, 1952, 1953, 1975       |
| 2      | Ауто Юнион | 1934, 1936                   |

### Националност на пилотите
| Победи | Страна    | Постигнати                         | Пилоти |
| ------ | --------- | ---------------------------------- | ------ |
| 6      | Германия  | 1934, 1935, 1936, 1937, 1938, 1939 | 3      |
| 5      | Италия    | 1948, 1949, 1950, 1952, 1953       | 4      |
| 2      | Аржентина | 1951, 1954                         | 1      |